# Dalaca parviguttata
Dalaca parviguttata är en fjärilsart som beskrevs av Felix Bryk 1945. Dalaca parviguttata ingår i släktet Dalaca, och familjen rotfjärilar. Inga underarter finns listade i Catalogue of Life.